# 林镕
林镕（1903年3月27日—1981年5月28日），江苏丹阳人，中国植物学家，中国科学院植物研究所研究员。中国真菌学研究开拓者之一。发现了菊科重羽菊属及各类植物的新分类群百余种。为中国菊科植物分类和植物区系做出了重大贡献。1928年获法国巴黎大学科学博士学位。1955年选聘为中国科学院院士（学部委员）。